# 심의겸
심의겸(沈義謙, 1535년 ~ 1587년 음력 9월 6일)은 조선 중기의 문신이자 척신이다. 명종비 인순왕후의 동생으로 김효원과의 알력으로 동서 분당의 원인을 제공하였다.
이황의 문하에서 수학하였으며, 1563년에는 외척으로 전횡을 부리던 자신의 외삼촌 이량을 탄핵하여 퇴출시키기도 했다. 이황의 문인임에도 이이, 성혼과 어울린 탓에 자연스럽게 서인이 되었다. 그 뒤 종조부 심통원을 탄핵한 이이와 사감을 갖지 않고 계속 친하게 지냈다. 김효원이 한때 윤원형의 식객이었던 점을 집요하게 물고 늘어져 김효원이 이조정랑으로 취임하는 것을 반대하였고 이로인해 사림이 분열되며 을해당론의 빌미를 제공한다. 자(字)는 방숙(方叔), 호는 손암(巽菴), 간암(艮菴), 황재(黃齋)이고, 봉군호(封君號)는 청양군(靑陽君)이며, 본관은 청송(靑松)이다.

## 생애

### 가계

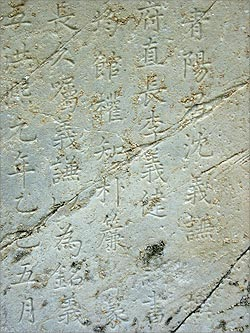
광평대군의 신도비 (심의겸 작)

세종의 국구인 영의정 청천부원군(靑川府院君) 심온(沈溫)의 6대손, 세조 때 영의정을 지낸 청송부원군(靑松府院君) 심회(沈澮)의 5대손이며, 명종 때 영의정을 지낸 청천부원군(靑川府院君) 심연원(沈連源)의 손자이고, 명종의 국구 영돈녕부사 청릉부원군(靑陵府院君) 심강(沈綱)의 차남으로, 인순왕후(명종의 비)의 동생이며, 선조 때 병조판서를 지낸 청림군(靑林君) 심충겸(沈忠謙)의 형이다. 또한, 선조 때 영의정을 지낸 윤두수(尹斗壽)와 사돈지간이었으며, 인조의 아버지 원종의 국구인 능안부원군(綾安府院君) 구사맹(具思孟)과도 사돈지간이었다.

### 관력
명종 때, 별시문과에 급제하여, 예조좌랑, 사간원 정언, 이조좌랑, 홍문관 부수찬, 홍문관 교리, 홍문관 수찬, 병조정랑, 사헌부 지평 등을 지내고, 호당에 뽑혀, 사가독서를 하였다. 1563년에는 외척으로 전횡을 부리던 자신의 외삼촌 이량을 탄핵하여 퇴출시키기도 했다.
성균관 전적, 의정부 검상, 의정부 사인, 사간원 사간, 사복시 정, 홍문관 부응교, 홍문관 응교, 사헌부 집의, 홍문관 직제학, 군기시 정, 승정원 동부승지, 승정원 우부승지, 이조참의를 지냈다. 선조 때, 승정원 우승지, 사간원 대사간을 거쳐, 1573년 다시 이조참의가 되었다. 
이후, 사헌부 대사헌, 형조참판, 병조참판, 병조판서에 이르렀으나, 1574년 대사헌, 오위도총부 부총관으로 좌천되었다. 1575년 동서분당이 발생하자, 서인의 영수로 지목되어, 개성부 유수, 전라도 관찰사, 함경도 관찰사, 전주 부윤 등 외직을 전전하다가, 다시, 내직(경직)으로 옮겨, 예조참판이 되고, 청양군(靑陽君)에 습봉되었다.

### 생애 후반
척신 출신이지만 구세력을 대표하는 인물로 사림들간에 명망이 높았다. 명종 때, 외숙부 이량이 사림들을 탄핵할때, 반대로 외숙부 이량을 탄핵하여 축출시키기도 하였다. 1573년 심의겸이 이조참의로 있을 때, 김종직 계통의 신진 세력으로서 김효원이 이조정랑에 천거되자 반대했다. 김효원이 일찍이 권신이었던 윤원형의 식객이었다고 주장하였다.
그러나 김효원은 윤원형의 식객이 아니라 윤원형의 사위 이조민과 친분이 있었을뿐이라는 점이 밝혀졌고, 인순왕후 역시 일찍감치 수렴청정에서 물러나 있었기에 심의겸에게는 실권이 없었다. 1574년에 이조정랑에 오른 김효원은 이일에 대해 앙심을 품고 있다가 다음해에 심의겸의 동생 심충겸의 이조전랑 임용을 방해했다. 김효원은 심충겸이 인순왕후의 동생이기에 외척으로 청요직인 이조전랑직에 적합치 않다고 격렬히 반대하며 후임자 지명권을 행사하지 않았다. 결국 심충겸은 이조전랑에 오르지 못했고 점차 양측의 알력이 커져 사림은 두패로 분열되는 동서분당의 원인을 제공한다.
마침내 구세력은 심의겸을 중심으로 서인이라 했으며, 신진 세력은 김효원을 중심으로 동인이라 하였다. 그 후 당쟁이 커질 것을 염려한 율곡 이이의 조정으로 개성부 유수, 전라도 관찰사로 좌천되었다. 이후, 함경도 관찰사, 전주 부윤, 예조참판이 되었으나, 1584년 심의겸을 변호하던 율곡 이이가 죽은 후 동인이 득세하고 서인이 몰락하자 파직되어, 파주로 낙향해 살다가, 1587년 별세하였다.

## 사후
그의 날카롭고 비타협적인 성격은 당쟁의 실마리를 만들어 조선 왕조의 치명적인 적폐의 요인이 되게 하였다. 김우옹은 선조에게 심의겸과 김효원은 본래 붕당을 꺼려했으나, 그들의 주변 사람들이 파당을 만들어 붕당이 더욱 심해진 것이라고 상소하였으나, 선조는 심의겸을 붕당의 원흉으로 지목하였다.

## 가족 관계
| - 조부 : 심연원(沈連源, 1491~1558) - 조모 : 경주 김씨(慶州 金氏, 1485~1564) - 김당(金璫)의 딸 - 아버지 : 청릉부원군(靑陵府院君) 심강(沈鋼, 1514~1567) - 외조부 : 전성군 이대(全城君 李薱, 1488~1543) - 효령대군의 5세손 - 외조모 : 동래 정씨(東萊 鄭氏, ?~1557) - 정종보의 딸 - 어머니 : 완산부부인(完山府夫人) 전주 이씨(全州 李氏, 1512~1559) - 누나 : 인순왕후(仁順王后, 1532~1575) - 명종의 왕비 - 형 : 심인겸(沈仁謙, 1533~1580) - 동생 : 심예겸(沈禮謙, 1537~1598) - 동생 : 심지겸(沈智謙, 1540~1568) - 동생 : 심신겸(沈信謙, 1542~1596) - 동생 : 심충겸(沈忠謙, 1545~1594) - 동생 : 심효겸(沈孝謙, 1547~1600) - 동생 : 심제겸(沈悌謙, 1550~1589) - 여동생 : 심술정(沈戌貞, 1538~?) - 임영로에게 하가 | - 부인 : 한은학(韓恩鶴, 1532~?) - 한흥서의 딸 - 장남 : 심론(沈惀, 1562~?) - 며느리 : 문화 유씨(文化 柳氏) - 유공신의 딸 - 손자 : 심익세(沈翼世) - 차남 : 심엄(沈㤿, 1563~1609) - 심인겸에게 입적 - 며느리 : 구경완(具敬婉, 1563~1620) - 구사맹의 딸이며 인헌왕후의 언니 - 손자 : 심광세(沈光世, 1577~1624) - 손자 : 심정세(沈挺世, 1579~1613) - 김제남의 사위이며 인목왕후의 형부로 계축옥사때 처형됨 - 손자 : 심명세(沈命世, 1587~1632) - 인조반정 1등 공신 - 손자 : 심장세(沈長世, 1594~1660) - 태백오현(太白五賢) - 손자 : 심안세(沈安世, 1598~1616) - 손자 : 심필세(沈弼世) - 손자 : 심희세(沈凞世, 1601~1645) - 심열(沈悅)에게 입양됨 - 손녀 : 유준에게 출가 - 손녀 : 성여용에게 출가 - 손녀 : 청송 심씨(靑松 沈氏, 1585~1658) - 이식에게 출가 - 손녀 : 이승형에게 출가 - 장녀 : 심숙신(沈淑愼, 1574~1648) - 사위 : 윤훤(尹暄, 1573~1627) - 윤두수의 아들로 정묘호란 패배의 책임을 물어 처형됨 - 외손자 : 윤순지(尹順之, 1591~1666) - 외손자 : 윤원지(尹元之, 1596~1641) - 외손자 : 윤징지(尹澄之, 1601~1663) - 외손자 : 윤의지(尹誼之, 1605~1666) - 외손녀 : 해평 윤씨(海平 尹氏) - 신면에게 출가 |

## 심의겸을 연기한 배우
- 강남길 - 1985년 MBC 《조선왕조 오백년 - 풍란》

## 작품
- 광평대군 이여 신도비

## 같이 보기
| - 동서분당 - 서인 - 박순 - 김효원 - 심충겸 - 이황 - 이이 - 성혼 - 정철 - 윤두수 - 구사맹 | - 심연원 - 심강 - 인순왕후 - 이량 - 심통원 - 심온 - 심회 - 심결 - 심호 - 심유현 |